# Mirskoje (obwód smoleński)
Mirskoje (ros. Мирское) – wieś (ros. деревня, trb. dieriewnia) w zachodniej Rosji, w osiedlu wiejskim Smietaninskoje rejonu smoleńskiego w obwodzie smoleńskim.

## Geografia
Miejscowość położona jest w pobliżu rzeki Kuprinka, 2,5 km od przystanku kolejowego 416 km, 3,5 km od drogi magistralnej M1 «Białoruś», 6,5 km od centrum administracyjnego osiedla wiejskiego (Smietanino), 29,5 km od centrum Smoleńska.

## Demografia
W 2010 r. miejscowość liczyła sobie 4 mieszkańców.